# Kanorado
Kanorado är en ort i Sherman County i Kansas. Vid 2010 års folkräkning hade Kanorado 153 invånare.